# Victor Maurel

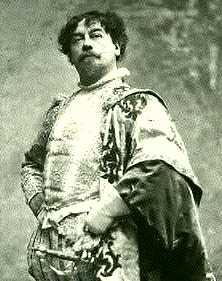
Victor Maurel

Victor Maurel (* 17. Juni 1848 in Marseille; † 22. Oktober 1923 in New York City) war ein französischer Opernsänger (Bariton).

## Leben
Seine musikalische Ausbildung erhielt er am Konservatorium in Paris und hatte 1868, im Alter von zwanzig Jahren, bereits sein Debüt an der Oper in Paris. Fünf Jahre später folgten erste Auftritte in London.
Zeit seines Lebens genoss Maurel einen ausgezeichneten Ruf für seine außerordentlich gut ausgebildete Stimme und sein schauspielerisches Talent.
Maurel wurde von Giuseppe Verdi für die Uraufführungen von Otello und Falstaff ausgewählt und setzte Maßstäbe an die Interpretation der Italienischen Oper und der Bühnenwerke von Richard Wagner.
Später wirkte er als Gesangslehrer in New York.